# Gartlage
Gartlage, Osnabrück-Gartlage – dzielnica miasta Osnabrück w Niemczech, w kraju związkowym Dolna Saksonia.